# Little Rock Open 1974
Il Little Rock Open 1974 è stato un torneo di tennis giocato sul sintetico indoor. È stata la 1ª edizione del torneo che fa parte del Commercial Union Assurance Grand Prix 1974. Si è giocato a Little Rock negli Stati Uniti dal 4 al 10 febbraio 1974.

## Campioni

### Singolare maschile
Jimmy Connors ha battuto in finale  Karl Meiler con il punteggio di 6–2, 6–1

### Doppio maschile
Jürgen Fassbender /  Karl Meiler hanno battuto in finale  Vitas Gerulaitis /  Bob Hewitt con il punteggio di 6–0, 6–2